# Елле Кулль
Елле Кулль (ест. Elle Kull; нар. 5 січня 1952, Хаапсалу, ЕССР) — естонська акторка та політик. Заслужена артистка Естонської РСР (1982).

## Життєпис
Елі Кулла народилася 5 січня 1952 року в Хаапсалу, Естонська РСР.
У 1974 році закінчила акторський факультет Талліннській державної консерваторії (викладачі курсу Григорій Кроманов і Мікк Міківер).
У 1974—2003 рр. — актриса Естонського драматичного театру.
З 2003 і з 2009 — депутат Рійгікогу (естонський парламент) — (Комісія з культури).
З 1998 — президент Естонського державного комітету ЮНІСЕФ.

## Сім'я
Чоловік — естонський актор і режисер Аго-Ендрік Керг.
Троє дітей: син і дві дочки.
Сестра Лайда Кулл, разом з якою знялася у фільмі «Свята Сусанна або школа майстрів» (СРСР).

## Фільмографія
- «Втрачений дах» (1976, Аквілі)
- «Скорпіон» (1977, Катаріна Віцкен)
- «Ціну смерті запитай у мертвих» (1977, Дора)
- «Документ «Р»» (1985)
- «Балада про два міста» (1985, Марія)
- «Минуле повернути» (1988)
- «Нарвський водоспад» (1988)

## Нагороди та звання
- Заслужена артистка Естонської РСР (1982)
- Приз за найкращу жіночу роль у фільмі «Джерело в лісі» на кінофестивалі в Кишиневі (1975)
- Премія міста Таллінна за заслуги (2002)
- Орден Білої зірки четвертого класу (2004)